# جامعة صوفيا (اليابان)

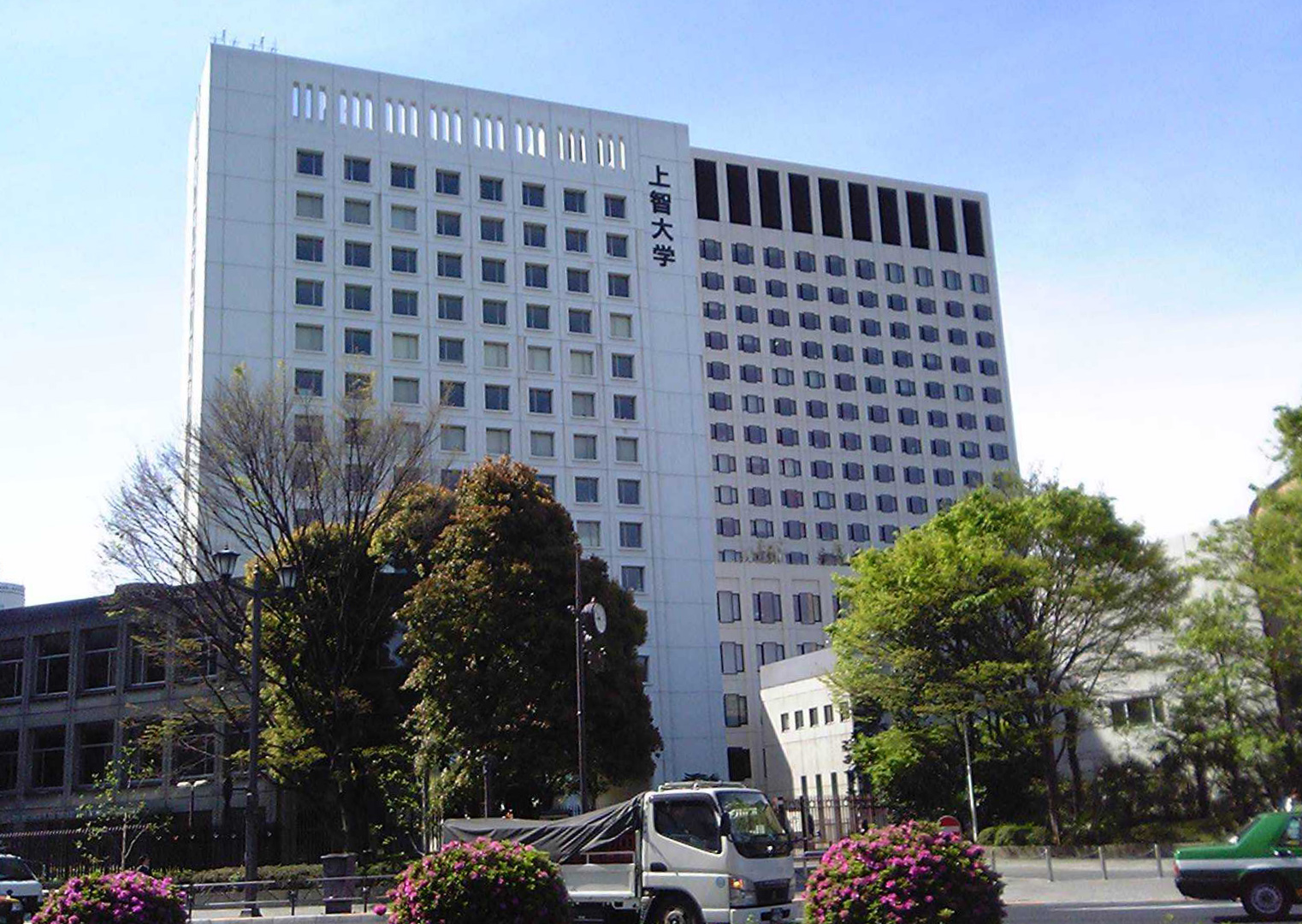
مدخل الجامعة

جامعة صوفيا باليابانية (上智大学, Jōchi daigaku) وبالإنجليزية Sophia University أحياناً ما تسمى بجامعة جوتشي، إحدى الجامعات الكاثوليكية الخاصة باليابان يقع حرمها الرئيسي في يوتسويا بالعاصمة طوكيو.

## تاريخ الجامعة
أنشئت جامعة صوفيا في عام 1913 ميلادية كمدرسة مسيحية عن طريق مدرسة خاصة تسمى بمجتمع المسيح. كبرت وتمت الجامعة ويوجد بها مايقارب 10,000 طالب في الدراسة البكلوريوس و 1,000 في الدراسات الماجستير والدكتوراة. أخذت اسم صوفيا من الاسم الاغريقي للحكمة. واسمها بالياباني هو جوتشي داقاكو لتعني حرفيا جامعة الحكمة العالية.
تم الاعتراف بها كجامعة في عام 1928 لكن هناك ادعاء ان بداية فكرة الجامعة كانت عندما قدم القديس فرنسيس كسفاريوس إلى اليابان في عام 1549 ميلادية. وحينها، عبر القديس فرانسيس عن اهتمامه بإنشاء جامعة في العاصمة اليابانية. تمثال للقديس فرانسيس يوجد في امام المبنى الرئيسي للحرم الجامعي في ايتشتقايا.

## وصلات خارجية
- موقع الجامعة